# مصلى شاهي الكبير
مصلى شاهي الكبير هو قاعة صلاة مفتوحة تقع في سيلهت، التي تبعد ثلاثة كيلومترات إلى الشمال الشرقي من بيت الدائرة (تعني صلاة العيد)، يتسع مصلى شاهي لأكثر من 100,000 مصلي يمكن أن يؤدوا الصلاة في نفس الوقت، كما أن المصلى واحد من المواقع السياحية الأكثر زيارة في مدينة سيلهت .

## التاريخ
بنى الإمبراطور المغولي اورانغزيب على شاهي المصلى الكبير على تلة في القرن السابع عشر الميلادي، يبدو المصلى كأنه قلعة عظيمة ولكن المقصود العظيم من بنائه هو لأداء صلاة عيد الفطر وصلاة عيد الأضحى.

## وصلات خارجية
- موقع المصلى